# Stanley L. Wood
Stanley Llewellyn Wood, né en 1866 à Newport dans le pays de Galles et mort le 21 mars 1928, est un illustrateur britannique de l'époque victorienne, connu pour ses prolifiques scènes de chevaux dont une grande partie a servi à illustrer des récits d'aventures pour garçons. Le libraire et membre fondateur du Potomac Corral, Jeff Dykes, écrit dans son livre Fifty Great Western Illustrators : « Stanley L. Wood est le plus grand peintre de chevaux qui ait jamais vécu — il y a plus d'action dans une illustration de Stanley Wood que dans l'histoire elle-même ».